# Quay (vật lý)
Quay là một chuyển động xuất hiện nhiều trong cuộc sống hằng ngày như kim đồng hồ, đầu cánh quạt,quạt máy tính,... cũng như trong vũ trụ như chuyển động của các hành tinh, vệ tinh,... Các chuyển động quay đều có lực hướng tâm, giúp cho vật không bị văng ra khỏi quỹ đạo bởi lực ly tâm. Quỹ đạo của chuyển động quay là các hình conic, chủ yếu là tròn và elip.